# SC Hansa Dortmund
Der SC Hansa Dortmund (offiziell: Schachclub Hansa Dortmund e.V.) ist ein deutscher Schachverein mit Sitz in Dortmund.
Die Erstaustragung der Dortmunder Schachtage geht auf die Gründungsmitglieder des Vereins im selben Zeitraum zurück. Die erste Mannschaft spielte in den Saisons 2011/12, 2014/15 und 2015/16 in der Schachbundesliga. Insgesamt gewann der Verein acht Mal den Viererpokal (Mannschaftspokal) des Schachverbands Ruhrgebiet und wurde drei Mal NRW-Pokalsieger. Der Verein hat 77 Mitglieder gemäß Stand November 2023.

## Geschichte
| Saisonergebnisse der ersten Mannschaft | Saisonergebnisse der ersten Mannschaft | Saisonergebnisse der ersten Mannschaft |
| Saison                                 | Liga                                   | Platz                                  |
| -------------------------------------- | -------------------------------------- | -------------------------------------- |
| 1974/75                                | 2. Kreisklasse Gr. 1                   | 1                                      |
| 1975/76                                | 1. Kreisklasse                         | 1                                      |
| 1976/77                                | Bezirksklasse                          | 1                                      |
| 1977/78                                | Bezirksliga                            | 1                                      |
| 1978/79                                | Verbandsklasse                         |                                        |
| 1979/80                                | Verbandsliga                           |                                        |
| …                                      | …                                      |                                        |
| 2006/07                                | 2. Bundesliga West                     | 9                                      |
| …                                      | …                                      |                                        |
| 2008/09                                | 2. Bundesliga West                     | 6                                      |
| 2009/10                                | 2. Bundesliga West                     | 2                                      |
| 2010/11                                | 2. Bundesliga West                     | 2                                      |
| 2011/12                                | 1. Bundesliga                          | 13                                     |
| 2012/13                                | 2. Bundesliga West                     | 4                                      |
| 2013/14                                | 2. Bundesliga West                     | 2                                      |
| 2014/15                                | 1. Bundesliga                          | 11                                     |
| 2015/16                                | 1. Bundesliga                          | 12                                     |
| 2016/17                                | 2. Bundesliga West                     | 5                                      |
| 2017/18                                | 2. Bundesliga West                     | 6                                      |
| 2018/19                                | 2. Bundesliga West                     | 5                                      |
| 2019/21                                | 2. Bundesliga West                     | 6                                      |
| 2021/22                                | 2. Bundesliga West                     | 10                                     |
| 2022/23                                | Oberliga NRW                           | 10                                     |
| 2023/24                                | SVR Verbandsklasse                     | 1                                      |
| 1. 2.                                  |                                        |                                        |

Die Gründung des Vereins wurde 1973 ausgelöst durch einen Austritt mehrerer Mitglieder des Dortmunder Schachvereins 1875 aufgrund von internen Auseinandersetzungen bei der Stadtmeisterschaftsendrunde. Diese Mitglieder traten als neue Schachabteilung dem Ruderclub Hansa bei. Als Gründungsdatum wird der 12. Dezember 1973 gewertet, da es an diesem Datum den ersten Vereinsabend der Schachabteilung gab. In den ersten Jahren gewann die Abteilung Mitglieder dazu und die erste Mannschaft stieg von der Zweiten Kreisklasse der Saison 1974/75 bis zur Verbandsliga 1979/80 auf.

### Dortmunder Schachtage und andere Turniere
Friedhelm Bachmann und Klaus Neumann – ein Teil der Gründungsmitglieder der Schachabteilung – hatten im Januar 1972 Dortmund als Veranstalter der Schachweltmeisterschaft 1972 beworben. Die Entscheidung fiel jedoch auf Reykjavík. In der Folge des wahrgenommenen Interesses an Schach in Dortmund entschied der Deutsche Schachbund 1973 die 2. Internationale Deutsche Einzelmeisterschaft dort auszutragen.
Ende 1972 trafen Neumann und Bachmann beim Hastings-Schachturnier auf Ulf Andersson, woraus sich die Idee eines Turniers in Dortmund entwickelte. Mit weiterer Unterstützung der Stadt Dortmund wurden 1973 im direkten Anschluss an die 2. Internationale Deutsche Einzelmeisterschaft die Dortmunder Schachtage veranstaltet. In den Jahren 1974 bis 1982 veranstaltete die Schachabteilung des RC Hansa mit Neumann als Turnierdirektor die Dortmunder Schachtage.
Im Jahr 1977 trug die Schachabteilung das Kandidatenturnier (Viertelfinale) der Schachweltmeisterschaft der Frauen zwischen Alla Kuschnir und Irina Levitina in Dortmund aus.
Sie beteiligte sich ebenso an der Organisation der Juniorenweltmeisterschaft im Schach 1980 mit Neumann als Turnierdirektor.
1983 löste sich die Schachabteilung vom Ruderclub ab und gründete den Schachclub „HANSA“ Dortmund e.V. Der bisherige Vertreter der Abteilung Klaus Neumann (* 15. März 1931; † 28. November 1999) übernahm dabei den Vorstandsvorsitz bis zum Jahr 1999.

### Bundesliga
Mit Abschluss der Saison 2009/2010 hatte die erste Mannschaft den zweiten Platz in der 2. Schachbundesliga West belegt. Da die erstplatzierte SG Porz schon zuvor ankündigte auf seine Aufstiegsberechtigung zu verzichten, hatte der SC Hansa zwar das Recht zum Aufstieg in die Schachbundesliga nachzurücken, schlug es allerdings aufgrund fehlender Finanzierung aus.
In der nächsten Saison 2010/2011 konnte die erste Mannschaft erneut den zweiten Platz belegen. Erneut verzichtete die erstplatzierte SG Porz auf den Aufstieg, jedoch nahm der SC Hansa dieses Mal die Möglichkeit an.
In der kommenden Saison 2011/12 erreichte die erste Mannschaft den 13. Platz, welcher ein Abstiegsplatz ist.
Nach zwei Saisons in der 2. Bundesliga hatte Hansa 2013/14 wieder nachrückend für die erstplatzierte SG Porz das Recht zum Aufstieg erlangt und genutzt. Die Saison 2014/15 und 2015/16 hielt die erste Mannschaft sportlich den Klassenerhalt. Der Verein war jedoch genötigt 2016 wegen fehlender Finanzierung freiwillig in die 2. Bundesliga abzusteigen.

## Bekannte Spieler
Erfolgreichste Spieler des Vereins sortiert nach Titel und Nachnamen sind bzw. waren:
- GM Emanuel Berg
- GM Matthias Blübaum
- GM Alexander Donchenko
- GM David Antón Guijarro
- GM Bartłomiej Heberla
- GM Imre Héra
- GM Sergei Kasparow
- GM Bence Korpa
- GM Romuald Mainka
- GM Robert Markuš
- GM Kamil Mitoń
- GM Léon Mons
- GM Miša Pap
- GM Tanguy Ringoir
- GM Eckhard Schmittdiel
- GM Héðinn Steingrímsson
- GM Aryan Tari
- GM Hans Tikkanen
- WGM Jordanka Belić[17]
- IM Thomas Henrichs
- IM Arkadius Georg Kalka
- IM Olaf Heinzel
- IM Vyacheslav Klyuner
- IM Bernd Kohlweyer
- IM Olaf Wegener
- IM Christian Scholz
- IM Patrick Zelbel
- FM Hans Werner Ackermann (Deutscher Seniorenmeister 2023)[18]
- FM Ralf Kotter (15-facher Meister der Deutschen Polizeischachmeisterschaft)[19]